# Айала, Франсиско Хосе
Франси́ско Хосе́ Айа́ла Пере́да (исп. Francisco José Ayala Pereda; 12 марта 1934, Мадрид — 5 марта 2023, Ньюпорт-Бич, Калифорния) — американский биолог и философ испанского происхождения.

## Биография
Родился в семье Франсиско Айялы и Соледад Переда. Выпускник Университета Саламанки, Айала — бывший священник-доминиканец, рукоположён в 1960 году. Но в течение нескольких следующих лет оставил служение. В 1961 году переехал из Испании в США. Там в Колумбийском университете занимался под руководством Феодосия Добжанского и в 1964 году получил степень Ph.D.
В 1995 году возглавлял Американскую ассоциацию содействия развитию науки.
Затем работал в Калифорнийском университете в Ирвайне, занимая должности профессора биологии, экологии и эволюционной биологии (School of Biological Sciences), профессора философии (School of Humanities), профессора логики и философии науки (School of Social Sciences).

## Исследовательская и общественная деятельность
Прежде всего Айала был известен своими работами в областях популяционной и эволюционной генетики. Он одним из первых стал использовать методы молекулярной биологии для исследования эволюционных процессов Также его «исследования открыли новые подходы к лечению болезней, поражающих миллионы людей во всем мире», в том числе болезни Шагаса, вызываемой Trypanosoma cruzi.
Айала публично критиковал власти США за ограничение федерального финансирования исследований эмбриональных стволовых клеток. Он являлся членом наблюдательного совета «Кампании по защите Конституции» (англ. Campaign to Defend the Constitution), которая лоббирует снятие Конгрессом ограничений на финансирование этих исследований. Также Айала является известным критиком научного креационизма и концепции разумного замысла. Он считает, что они не только псевдонаучны, но и ошибочны с богословской точки зрения. Он утверждает, что теория эволюции разрешает проблему зла, таким образом являясь своего рода теодицеей. Собственные религиозные взгляды Франсиско Айала обычно не обсуждал.

## Награды и научное признание
В 1977 году получил стипендию Гуггенхайма. В 2001 году Айала был награждён Национальной научной медалью США. В 2010 году он получил Темплтоновскую премию. Также Франсиско Айала является лауреатом большого числа других научных премий.
Франсиско Айала был членом Национальной академии наук США (1980), Американской академии искусств и наук, Американского философского общества. Иностранный член многих национальных академий наук, в том числе Российской Академии наук (1994), Национальной академии деи Линчеи, Мексиканской Академии наук, Сербской академии наук и искусств. Айала имел почётные степени нескольких крупных университетов.
HonFISSR.

## Личная жизнь
В конце 1960-х Франсиско Айяла встретил Мэри Хендерсон, они поженились 27 мая 1968 года. У них было два сына: Франсиско Хосе (1969 г.р.) и Карлос Альберто (1972 г.р.). Их брак закончился разводом,, а в 1985 г. он женился на экологе по имени Хана Аяла (урожденная Лостакова, 1956 г.р.). Они жили в Ирвайне, Калифорния. Он умер от сердечного приступа 3 марта 2023 года в Ньюпорт-Бич, за неделю до своего 89-летия.